# Émanatisme

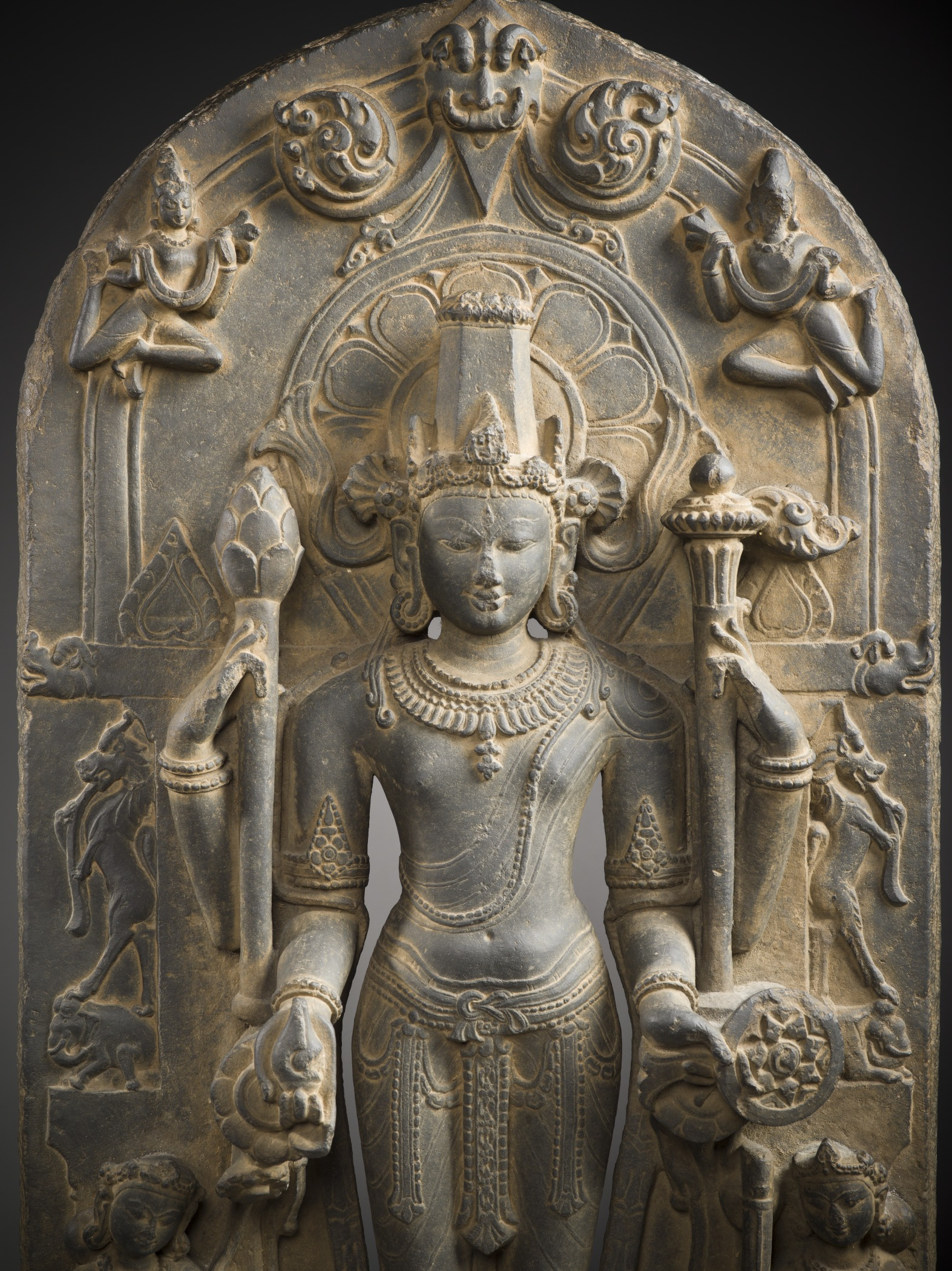
Le dieu hindou Vishnou dont l'émanation a produit son avatar Narayana.

L’émanatisme, ou doctrine de l’émanation, est une théorie métaphysique selon laquelle le monde et ses contenus, y compris les âmes humaines, découlent ou émanent (selon l'étymologie latine emanare) d'un principe premier ou d'une réalité première, « l'Un », d'une manière médiate ou non. Émile Bréhier, historien de la philosophie, préfère utiliser le terme de procession à celui d'émanation pour qualifier cette forme d'engendrement.
L'émanatisme, sous des formes différentes, caractérise certains systèmes cosmologiques ou cosmogoniques tels que ceux du néoplatonisme, de la cabbale et de la gnose, ou philosophiques comme ceux de Fichte, Schelling ou Bergson. Les visions des mystiques allemands Maître Eckhart et Jakob Böhme peuvent y être rattachées.
Sur le plan théologique, l'émanatisme se distingue de l'idée de création ex nihilo : ce n'est pas par un acte de sa volonté libre que Dieu a produit le monde, mais par émanation de sa propre substance inépuisable. Ainsi, l'univers et tous les êtres proviennent d'un « écoulement » ou d'une « expansion » de l'essence divine en de successives émanations. Le fait que l'existence des « choses » puisse procéder d'une émanation divine pourrait amener à la conclusion qu'il n'y a pas de différence de nature entre Dieu et la création. Cette thèse conduit certains à voir dans l'émanatisme un des fondements historiques du panthéisme.

## Sources
L'origine de la pensée de l'émanation est ordinairement attribuée aux néo-platoniciens Plotin et Proclus, reprise et amplifiée par leurs successeurs, dont Avicenne et Sohrawardi qui en furent les plus illustres représentants dans le monde musulman.

### Une lointaine origine orientale
Dans l'histoire de la philosophie on donne comme premier maître et premier représentant de cette doctrine Pythagore, 580 av. J.-C., doctrine qu'il aurait importée de l'Hindoustan. Avec de nettes différences l'école de Pythagore est suivie par celle de Proclus inspirée par l'Égypte et les Livres hermétiques et enfin par Plotin. Accompagnant cette doctrine on doit prendre en compte deux grandes écoles philosophico-religieuses apparentées le manichéisme et la gnose.[réf. souhaitée]

#### Le manichéisme
D'après Narciso Muñiz, « la doctrine manichéenne est la conséquence logique et forcée de l'émanatisme ». Pour Manès, comme pour Pythagore, Dieu réside au centre de l'Univers sous forme de Lumière dont les rayons vont jusqu'aux confins de l'Univers et dont l'intensité diminue graduellement à mesure que ses rayons s'éloignent du centre. Mais parce que les émanations divines (dont nous sommes), qui sont l'essence même de Dieu, ne peuvent souffrir que du fait d'un autre Dieu, les manichéens concluent à l'existence d'un Dieu des ténèbres.[réf. souhaitée]

#### La gnose
« Si Dieu crée par la Pensée, ce qu'il a créé par émanation ne peut être qu'une pensée dispersée et emprisonnée dans les corps » écrit Stefan Swieżawski. Selon cet auteur on a ici le fondement de la pensée gnostique qui débouche sur la recherche d'une libération des âmes hors de la prison corporelle. La découverte, en 1945, à Nag Hammadi dans la vallée du Nil, d'une belle et précieuse collection de quelques dizaines d’ouvrages en langue copte datant du IVe siècle, marqua l’ouverture d’une ère nouvelle dans le champ de la recherche gnostique. La cosmologie gnostique est extrêmement compliquée et est très marquée par la culture antique. Pour expliquer la création de l’univers les gnostiques ont recours à un mythe de chute originaire complexe, qui a pour principale conséquence l’affirmation que Dieu n’est pas le créateur du monde, la fonction créatrice échouant à un Dieu inférieur (qui serait un ange se prenant pour Dieu), parfois identifié au Dieu de l’Ancien Testament.[réf. souhaitée]

### Le néoplatonisme
La philosophie néoplatonicienne qui fait figure de matrice pour la pensée de l'émanation, tant en Occident qu'en Orient, se donne pour but la résolution d'un des problèmes au cœur de la pensée grecque antique, à savoir le problème de « l'Un » et du multiple. Plus particulièrement, il s'agit selon le Dictionnaire des Concepts « de doctrines qui , tout en distinguant différents niveaux de réalité les rattache tous à un principe unique transcendant et ineffable en lequel toute chose est susceptible de s'absorber ». Les courants divers semblent obéir à « quelques lignes directrices qui ont traversé les siècles : le réalisme des Idées, l’immortalité de l’âme et l’assimilation au divin ».
Pour Plotin (205 - 270 apr. J.-C.), philosophe gréco-romain de l'Antiquité tardive, auteur des Ennéades, tout participe à « l'Un » sous la forme minimale d’une certaine unité. Ainsi Plotin peut-il affirmer que le Premier Principe est absent de tout et présent à tout. Il reprend une vieille thèse stoïcienne comme quoi le degré de réalité d'un être dépend de l'union de ses parties. Tout être à l'union imparfaite est surmonté d'un être à l'union plus parfaite. Contrairement au dire d'Aristote l'être et « l' Un » ne sont pas toujours convertibles. « l'Un » est le principe de l'être.
Il professe en la modifiant considérablement une doctrine de l’âme héritée de Platon. Refusant le modèle artificialiste, il lui préfère une explication en termes de procession. L’âme n’est plus le résultat d’une mise en forme par le démiurge. Elle est désormais une émanation du premier principe, un troisième niveau venant après « l'Un » et l’Être. L'invocation du dieu et l'invitation à l'imiter va permettre « d'établir un fondement stable et commun pour évaluer l’action, et, dans les relations humaines, l’accord entre les individus »,. Contempler la rationalité à l’œuvre dans le monde et s’orienter vers la contemplation des intelligibles, c’est déjà emprunter le chemin de la vertu. Faisant le constat qu'il n'est pas possible d'imiter les vertus du démiurge, qui ne partage rien de commun avec ce que nous sommes, les successeurs sont amenés à multiplier les degrés de vertu dans le but d’expliciter la progression qui rend semblable au dieu.
Les premiers néoplatoniciens s'interrogent sur la provenance et la nature des « Idées » nécessaires à l'intelligibilité du monde. Quoique la réponse ne soit pas univoque, elle tient en général au schéma suivant. « Le dernier principe, la Matière, est ce fond homogène et indifférencié à partir duquel les corps sont façonnés. Le deuxième principe, les Idées, sert de modèle pour l’organiser. Le premier principe, le dieu, agit comme un artisan : il ordonne le monde en introduisant dans la Matière l’image des intelligibles. Le schéma repose ainsi sur une hiérarchie au sein de laquelle les Idées dépendent du dieu ».

### Les origines chrétiennes et patristiques
Les penseurs chrétiens se sont souvent méfiés du terme emanatio qui, selon eux, connotait davantage une création panthéiste qu'une création du monde ex nihilo. En effet là où la création impliquait une différenciation de nature entre Dieu et le monde créé, la notion d'émanation engageait, tout au contraire, une non-différenciation entre Dieu et le monde. D'autre part la création ne serait qu'une production automatique de l'univers ce qui aurait pour conséquence d'annihiler son caractère libre et voulu. Nous devons à Albert le Grand (environ 1200-1280) l'approche du thème de l'émanation à travers la notion de fluxus « qui signifie littéralement et en son sens premier l’écoulement, l’épanchement d’une matière liquide, et par dérivation, plus conceptuelle, le sens d’une procession émanant d’un Principe ». Pour éviter le piège du panthéisme et notamment le mélange du premier Principe aux réalités qui dépendent de lui, le flux en tant qu'émanation va être défini comme « une force de communicabilité absolument simple issue du Premier Principe ».
L'incorporation dans le corpus aristotélicien de deux textes platoniciens la Théologie d’Aristote (en fait une compilation des Ennéades IV, V, VI, VII de Plotin) — et du Livre des Causes (avec ce livre , il fallait passer de la remontée inductive des syllogismes traditionnelle à la remontée, ontologique, des effets créés à une cause créatrice : la Cause première), entraînera une modification du connaître, qui deviendra non seulement la recherche des causes de ce que l’on affirme, mais aussi la Cause de tout ce qui est. L’enjeu, pour les Maîtres sera non seulement de comprendre la Cause première et ses effets de part et d’autre mais aussi le « mouvement » créateur qui part de la Cause première jusqu’aux effets.
Jean Scot Erigène philosophe et théologien du IXe siècle est considéré comme un des représentants les plus éminents du « néoplatonisme chrétien ».

## En Occident

### Les mystiques allemands
Toute la fantasmagorie de la Kabbale reparaît au XVIe siècle avec les mystiques allemands, écrit Émile Bréhier. Le grand théoricien de la mystique de « lUn » est, dans le christianisme, Maître Eckhart (vers 1260-1327). Il distingue la déité et Dieu. La déité, lUn, c'est l'essence divine absolue, isolée, au-dessus de tout nom, de tout rapport, et dont nous ne pouvons rien affirmer, sinon qu'elle est unité. On ne peut donc en parler qu'en termes de théologie négative : la déité n'est pas ceci… Dieu, au contraire, c'est la déité en tant qu'elle entre en rapport. Pour certains commentateurs, comme Hervé Pasqua, il y aurait donc deux Eckhart, celui pour qui Dieu est l’Être et celui pour qui Dieu est l’Un, d'autres tiennent Eckhart pour néoplatonicien.

### Le platonisme humaniste de la Renaissance
La conception de l'émanation a joué un rôle essentiel dans le système théologico-philosophique de Marsile Ficin (1433-1499). Ce platonisme accorde notamment, une place centrale à l'homme sur l'échelle des êtres, qui conserve la possibilité d'une remontée vers « l'Un » à travers un « mouvement » actif et volontaire de l'âme humaine. D'autre part l'idée de la transcendance de Dieu a détruit la conception mécaniste païenne de l'émanatisme en tant que processus par lequel les êtres naissaient de l'écoulement de la puissance surabondante du créateur. Avec Pic de la Mirandole et Marsile Ficin Dieu devient une cause libre qui n'est pas obligé de créer des êtres par nécessité de nature : Dieu n'est soumis à aucun destin. Marsile Ficin recherche « une religion philosophique que les philosophes écouteront avec plaisir et qui peut-être les persuadera. Avec quelques changements les platoniciens pourraient être chrétiens » écrit Émile Bréhier.
C'est Giordano Bruno qui avant Spinoza introduit l'identité entre Dieu et la nature. D'une manière qui évoque les hypostases néo-platoniciennes il prône une hiérarchie des réalités (Dieu, Intelligence, Âme et Matière). « Toutes ces réalités se réduisent à une seule, qui est la Vie à la fois une et multiple de l'Univers, Dieu est la monade des monades ».

### L'Idéalisme allemand
La philosophie de la nature de l'Idéalisme allemand avec Schelling et Hegel « hérite des conceptions émanatistes de l’Un et du Multiple que développent le mysticisme païen et le néo-platonisme ». Schelling ramène sur terre, le processus d'« émanation » qui ne concernait jusqu'à lui que des entités métaphysiques intelligibles (Un, Intellect, Âme), sa pensée est entièrement résumée dans son système dit de la Naturphilosophie. Au sommet de la Nature (qui comprend l'ensemble des « choses » existantes), se trouve le premier principe ou Dieu dont il va s'employer à expliquer la mobilité. « Schelling conçoit la création comme un devenir qui aujourd'hui encore détermine son être, un devenir qui n'est rien d'autre que le fond en Dieu, tel qu'il se rétracte en lui-même ; le fond étant le désir éternel dans lequel Dieu s'aperçoit lui-même comme ce dont le désir est en quête » écrit Martin Heidegger dans son commentaire du traité Sur l'essence de la liberté de 1809. On note deux différences majeures avec la première forme des doctrines émanatistes notamment celle de Plotin[Quoi ?].

## Au Moyen-Orient
L'œuvre d'Averroès, musulman andalou de langue arabe du XIIe siècle, né à Cordoue, dont l'influence fut si importante en Occident chrétien au point de susciter un courant majeur dans la pensée du Moyen Âge qui se propage sous le nom d'Averroïsme latin, passe presque inaperçu en Orient et que redécouvre le philosophe Henry Corbin. La pensée d'Averroès, est un aristotélisme mêlé d’éléments néoplatoniciens[réf. nécessaire]. Il professe un créationnisme qu’il tient du Coran et prête d’ailleurs à tort à Aristote la doctrine de la création[réf. nécessaire]. Pour Averroès, la création est « nécessaire et éternelle », comme le monde qui procède d’elle, ce qui est contradictoire avec le Coran et se rapproche de l’émanatisme des néoplatoniciens.

### Les platoniciens de Perse
D'après Henry Corbin, « l'Iran islamique a été par excellence la patrie des plus grands philosophes et mystiques de l'Islam » où ont fleuri plus qu'ailleurs des thèmes platoniciens. Déjà, Al Farabi, fin du IXe siècle avait emprunté à Plotin par l'intermédiaire de la pseudo Théologie d'Aristote, l'image générale de la production des êtres, de cette loi d'évolution qui va de « l'Un » au Multiple, de l'Éternel au Temporel et au changeant,.
Avec Ibn Sinâ, dit Avicenne (980-1037), le principe de l'émanation s'inscrit dans une philosophie qui repose elle-même sur une synthèse de la philosophie d'Aristote et du néoplatonisme ; il distingue les êtres en « être nécessaire » et « être contingent ». Il explique l'existence du monde, non pas à partir d'un acte de création divine, mais par un phénomène d'émanation, théorie qui vient directement de Plotin (205-270), de l'école d'Alexandrie ; étant donné que Dieu est parfait, il n'a pas besoin de créer, si bien que le monde et son contenu existent par « Émanation Divine ».Avicenne conçoit l'essence comme non contingente. Pour qu'une essence soit actualisée dans une instance (une existence), il faut que cette existence soit rendue nécessaire par l'essence elle-même. Cette relation de cause à effet, toujours parce que l'essence n'est pas contingente, est inhérente à l'essence elle-même. Ainsi il doit exister une essence nécessaire « en elle-même » pour que l'existence puisse être possible: l'Être nécessaire, ou encore Dieu. Cet Être crée la Première Intelligence par émanation. On notera que cette définition altère profondément la conception de la création: il ne s'agit plus d'une divinité créant par caprice, mais d'une pensée divine qui se pense elle-même; le passage de ce premier être à l'existant est une nécessité et non plus une volonté. Le monde émane alors de Dieu par surabondance de Son Intelligence, suivant ce que les néoplatoniciens ont nommé émanation: une causalité immatérielle.
Par Sohrawardî (1155-1191) philosophe mystique perse, les idées platoniciennes seront reprises et interprétées en termes d'angélologie zoroastrienne. L'herméneutique des penseurs relevant de la même école les conduit notamment à faire droit à un troisième monde, le monde Imaginal, ignoré des philosophes occidentaux, monde parfaitement réel composé des révélations des prophètes, des visions des mystiques, des événements de la Révélation. C'est ce monde que Sohrawardî, eut conscience de fonder en exposant l'ontologie de ce « tiers-monde ».
Au nom de sa fidélité à Aristote, Averroès combattra l'émanatisme avicennien ainsi que l'idée d'une Intelligence agente comme Dator formarum. Contrairement à l'averroïsme latin, l'influence de l'avicennisme, écrit Henry Corbin ,n'est perceptible en Occident, qu'au prix de son altération radicale d'ailleurs, sur la pensée D'Albert le Grand et sur les précurseurs de la Mystique rhénane.

### La Kabbale

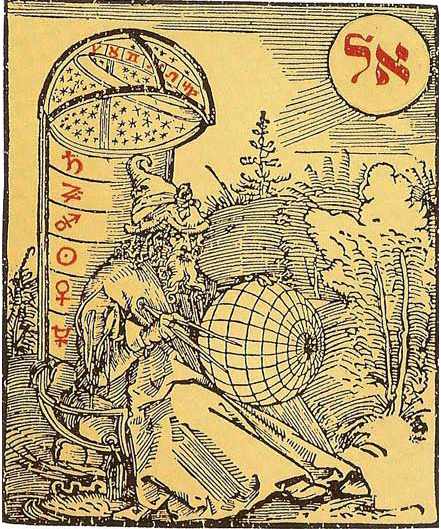
Kabbaliste dans l'exercice de sa recherche spirituelle.

Le premier ouvrage classé, traditionnellement, dans le corpus kabbalistique est le Sefer Yetsirah (le Livre de la création), un traité de quelques pages qui se présente comme un condensé des découvertes relatives à la création du monde, écrit par Abraham selon la tradition rabbinique, ou par Akiba, selon d’autres sources issues de la même tradition. L’ouvrage est commenté au Xe siècle par Saadia Gaon et par Dunash ben Tamim. Mais ni la date, ni la provenance historique, ni l’auteur de l’ouvrage ne sont connus avec certitude.
Le Sefer Yetsirah se rattache encore à la Littérature des Palais par sa forme poétique et visionnaire, mais il s’en distingue par sa nature essentiellement cosmologique et spéculative. Il délivre, d’une manière concise et suggestive, les concepts majeurs sur lesquels repose la Kabbale médiévale – notamment, les dix sefirot : les « dix nombres abîme » (esser sefirot belimah) assimilables aux dix extensions ou « mesures infinies » d'un principe central, unique et inconnu ; les dix dimensions de l’univers dans lequel Dieu s’est « étendu » : le haut, le bas, le sud, le nord, l’est, l’ouest, le début, la fin, le bien, le mal.

## Métaphysique de l'émanation

### Fondements de la métaphysique émanatiste
Si pour la plupart des initiés des écoles relevant de l'émanatisme religieux, « il leur suffit de savoir qu'ils sont des effluves de la divinité qui doit les absorber de nouveau, et qu'ils n'ont rien à craindre d'un Dieu qui ne récompense ni ne punit dans une vie future ».

#### Principe d'Unité
Non seulement l’Un est présenté par Plotin comme « principe et source », mais il est aussi pensé comme Bien, comme mesure, comme la réalité la plus pure, la plus autarcique et la plus simple et par-dessus tout comme pure volonté. Présent en tout, « en tant que tout a besoin d’une unité pour être ou se manifester »,. Le produit qui procède du principe d'un « mouvement éternellement achevé » et que Plotin voit comme se retournant pour contempler son principe constitue la seconde Hypostase qui est à la fois Être, Intelligence et Monde Intelligible. Contrairement au monde intelligible d'Aristote qui n'est composé que de genres et d'espèces, le monde intelligible de Plotin est un véritable monde composé d'individus.
La deuxième hypostase est tout à la fois l'intelligible et l'intelligence, connaissant et connu sont au même niveau en opposition frontale avec la tradition. « L'intelligence est vision de l'Un, et par là-même connaissance de soi et connaissance des intelligibles ». L'intelligence va produire la troisième hypostase : l'Âme ou « Âme du monde » rectrice du monde sensible avec laquelle les âmes individuelles sont consubstantielles et dont elles ne sont que des fragments. L'Âme du monde va faire de l'univers un être vivant qui obéit à un plan d'ensemble et dans lequel vont s'insérer les âmes individuelles.
Le Dictionnaire des concepts philosophiques définit l’émanation comme un « processus selon lequel les êtres multiples procèdent de l'Un premier ». 

#### Principe de hiérarchie
Dans l'ontologie émanatiste, la réalité du monde est hiérarchiquement structurée. Cette réalité se compose d'un certain nombre d'étages (hypostases). Le niveau supérieur est caractérisé par la plus grande unité possible (indifférenciée) d'où son nom de « Un ».
Chez Schelling, en revanche, cette structuration semble absente. D'après lui, « le monde est perçu comme unité essentielle et il n'y a pas lieu d'opposer le monde idéal et le monde réel, comme le faisait le néo-platonisme. Humain et nature ne sont que les deux faces d'un seul et même être, l'Un, l'Absolu. C'est du sein de l'Absolu que naissent Nature et esprit, coexistant et se développant parallèlement dans une parfaite identité. Les contradictoires procèdent d'un absolu indifférent à l'objectif et au subjectif, d'une unité indifférenciée. L'influence panthéiste de Spinoza est évidente mais Schelling y adjoint les découvertes de la science moderne, affirmant par exemple que l'électricité dans la nature se confond avec l'irritabilité humaine, le magnétisme avec la sensibilité ».

#### Principe organique
Dans la Naturphilosophie, la terre est représentée comme organisme universel, mère de tous les autres ; c’est par cette image notamment que Hegel ouvre la voie de la physique organique ; la géologie est, pour lui, une morphologie de l’organisme terrestre.
Alors que la première pensée de l'émanation était polarisée sur la question métaphysique du passage de l'unité au multiple, la forme moderne, notamment celle de Schelling, s'ordonne autour de la question du « Mal » et relève d'une pensée panthéiste (se référant à Spinoza) qui tente de justifier la possibilité de la « liberté humaine ».

### Une méta-histoire
L'emploi du terme d'« émanation » et a fortiori celui de « procession » risque d'induire l'idée d'un « mouvement » se déroulant dans le temps. Tel n'est pas le cas : il ne s'agit ni d'une scission de l'unité originelle ni d'un mouvement temporel mais d'une mobilité ontologique « a-temporelle » interne qui relève de la « hiéro-histoire » de l'être, chère à Henry Corbin (en rien comparable avec l'histoire événementielle du monde). Il n'y a ni commencement, ni fin ; il ne s'agit même pas d'éternité mais d'« intemporalité ».